# Асоціація команд Формули-1

Логотип Асоціації команд Формули-1

Асоціація команд Формули-1 (англ. Formula One Teams Association, FOTA) — організація, яка об'єднує команди, які беруть участь у Чемпіонаті світу у класі Формула-1. Була створена у місті Маранелло 29 липня 2009 року . Ціль цієї організації полягає у відстоюванні прав команд Формули-1 при переговорах з Міжнародною Автомобільною Федерацією та компанією Formula One Group. Головою організації є Мартін Уітмарш , який був вибраний на цю посаду у грудні 2009 року. Першочерговим завданням, Асоціація команд Формули-1, бачить у підписанні нової редакції Договору згоди (контракт між учасниками Чемпіонату та Formula One Group щодо комерційних питань).